# Deutsche Bergwerks- und Hüttenbaugesellschaft
Die Deutsche Bergwerks- und Hüttenbau GmbH (DBHG) war eine Ausgliederung der Reichswerke Hermann Göring (RHG), die verschiedene Vorhaben im Hüttenbau-Bereich plante und deren Ausführung überwachte. Zu den betreuten Vorhaben gehörten u. a. das Hüttenwerk in Salzgitter, das Stahlwerk der späteren Voestalpine in Linz, verschiedene Kohlebergwerke in der Ukraine, sowie das Geilenberg-Programm. Nach dem Krieg war die DBHG ein selbständiges Ingenieurbüro mit Sitz in Salzgitter.

## Vorgeschichte
Im Rahmen des Vierjahresplanes beschloss die Regierung des Deutschen Reichs 1936, den Erzbergbau im Raum Salzgitter auszuweiten und darüber hinaus ein Eisenhütten- und Stahlwerk zur Verhüttung dieser Erze zu errichten. Zu diesem Zweck wurden die Reichswerke Hermann Göring (RHG) gegründet. Generaldirektor wurde 1937 Paul Pleiger. Beweggrund für die Schaffung der RHG war neben den Autarkiebestrebungen auch die Absicht, mit Hilfe eines großen staatlichen Montan-Betriebes die Abhängigkeit von der Ruhr-Industrie zu senken.
Mit dem Bau der „Hütte Braunschweig“ wurde der deutsch-amerikanische Hüttenfachmann Hermann Brassert beauftragt. Es kam zu weitgreifenden Schwierigkeiten zwischen der Firma Brassert und RHG. Insbesondere wurden die projektierten Kosten bei weitem überschritten. Zu Kriegsbeginn setzten sich Brassert und die meisten seiner Techniker ab und die RHG mussten ihre Hüttenbau-Aktivitäten neu ordnen. Leiter der Hüttenbau-Abteilung der RHG wurde Friedrich Kocks. Trotz erheblicher Schwierigkeiten gelang es bis zum Jahr 1941, den ersten von insgesamt vier geplanten Blöcken fertigzustellen. Nachdem die Hüttenbauabteilung sich konsolidiert hatte, wurde sie im Sommer 1940 als Deutsche Bergwerks- und Hüttenbau GmbH (DBHG) von den RHG ausgegliedert. Hauptgeschäftsführer war wiederum Friedrich Kocks. Aufsichtsratsmitglieder waren ab 1941 Paul Pleiger, Conrad Delius und Wilhelm Meinberg.

## Von der Gründung bis Kriegsende
Die DBHG war vor allem ein Ingenieur-Büro, sie plante verschiedene Vorhaben im Hüttenbau-Bereich und überwachte deren Ausführung. Die Anzahl der Mitarbeiter wird mit bis zu 1500 angegeben. Etwa zum Zeitpunkt der Gründung der DBHG wurde der Bau der Hütte Braunschweig stark verlangsamt, weil das Salzgitter-Erz nach der Eroberung Lothringens und der Angliederung Österreichs (mit den erheblichen Erzvorkommen in der Steiermark) nicht mehr als bedeutsam erschien. Die DBHG betreute weiterhin den Bau des Voestalpine-Stahlwerks in Linz. Weitere Projekte bestanden in Hayange (deutsch: Hayingen/Lothringen), Moravská Ostrava (deutsch: Mährisch Ostrau), Most (deutsch: Brüx) und Katowice (deutsch: Kattowitz).
Im Rahmen der Bauaufsicht war die DBHG mit der Zwangsarbeit befasst. Inwieweit die Bauaufsicht eine Mitverantwortung für die vielfachen Menschenrechtsverstöße im Umfeld der Zwangsarbeit einschloss, ist weitgehend unklar.
Einige Monate nach Beginn des Russlandfeldzugs wurden einige 100 Techniker der DBHG an die Berg- und Hüttenwerksgesellschaft Ost (BHO) ausgeliehen, um in der Ukraine die Wiederinbetriebnahme der Kohlebergwerke (Iwan-Programm) bei Dnepropetrowsk zu begleiten. Weiterhin wurde versucht, die Hütten bei Stalino (heute Donezk) wieder anzublasen, was aber nicht gelang. Zentrales Problem für den Kohlebergbau war die Verfügbarkeit von Arbeitskräften. Diese konnten zwar aus der Bevölkerung zwangsverpflichtet werden, waren aber aufgrund der Hungerstrategie der Wehrmacht meist für körperliche Arbeit zu entkräftet. Um dem abzuhelfen, setzte Pleiger im Juli 1941 einen Führerbefehl durch, dahingehend, dass die Ernährung der Bergleute verbessert wurde. In der Folge stieg die Zahl der Bergarbeiter auf bis zu 100.000. Die Kohle-Förderung erreicht im Juli 1943 ein Niveau von 400.000 t/Monat und leistete damit einen nennenswerten Beitrag zur Versorgung der Armee. Diese Arbeit endete im Herbst 1943 mit dem Rückzug aus der Ukraine.
In der Endphase des Krieges bestand die Hauptaufgabe der DBHG in der planerischen Betreuung des Geilenberg-Programms. Edmund Geilenberg war im Mai 1944 auf Betreiben Pleigers von Hitler als „Generalkommissar für Sofortmaßnahmen“ eingesetzt worden. In dieser Rolle versuchte er, die Versorgung der Armee mit Benzin über eine Dezentralisierung der Hydrierwerke wiederherzustellen. Die Mineralölversorgung war bedingt durch die konsequente Bombardierung der Hydrierwerke durch die Alliierten ein zentraler Engpass in der Schlussphase des Krieges. Im „Geilenberg-Programm“ arbeiteten bis zu 350.000 Menschen, darunter 100.000 KZ-Häftlinge. Die Opferzahlen unter den Zwangsarbeitern waren erheblich. Allein beim Unternehmen Wüste (einem kleinen Teil des Programms) gab es im Laufe etwa eines halben Jahres 4000 Tote.

## Nachkriegsgeschichte
Im Sommer 1945 kam es zu internen Streitigkeiten, in deren Folge die DBHG in die Zweige „Wermelskirchen“ und „Heiningen“ geteilt wurde. Der Zweig Wermelskirchen wurde 1948 von der DBHG getrennt und firmierte danach unter „Friedrich Kocks GmbH Wermelskirchen“. Die verbliebene DBHG hatte zunächst mit finanziellen Schwierigkeiten zu kämpfen, beteiligte sich aber ab 1951 erfolgreich am Wiederaufbau des Salzgitter-Werks und wickelte danach verschiedene Bauvorhaben, vor allem im Ausland, ab. Im Jahr 1972 firmierte die DBHG um in „SZ Consult GmbH“.